# Stactobia tuor
Stactobia tuor är en nattsländeart som beskrevs av Schmid 1983. Stactobia tuor ingår i släktet Stactobia och familjen smånattsländor. Inga underarter finns listade i Catalogue of Life.